# Ellie von Bleichröder
Ellie Marie Friederike Julie von Bleichröder (* 17. September 1894 in Drehsa; † 1989) war die Tochter von James von Bleichröder und Harriet geb. Alexander.
Am 9. Dezember 1916 heiratete sie den Kaufmann Rudolph Alfred Herrschel. Er war Inhaber der Rohtabakgroßhandlung Rudolph A. Herrschel. Die beiden hatten ein gemeinsames Kind und ließen sich 1928 scheiden.
Obwohl sie Enkelin des Bankiers Gerson von Bleichröder war und über hochrangige Beziehungen verfügte, wurde sie am 27. Juli 1942 in das Ghetto Theresienstadt deportiert. Als prominente Insassin ist sie in den Szenen 22, 23 und 33 des Propagandafilms Theresienstadt zu sehen. In Szene 33, dem Vortrag von Prof. Utitz, sitzt sie in der zweiten Reihe und ist als einzige junge Frau deutlich zu erkennen. Im Theresienstadt-Konvolut ist sie als A-Prominente aufgeführt.
Bleichröder wurde am 8. Mai 1945 von der Roten Armee aus dem Lager befreit.
Nach dem Zweiten Weltkrieg zog sie nach München, wo sie in den 1950er Jahren Kommanditistin des Münchner Bankhauses Neuvians, Reuschel & Co war. Sie selbst ließ sich mit ihren Personalien nicht im Genealogischen Handbuch des Adels benennen, die Familie wurde dort nur einmal 1959 publiziert, anschließend erfolgte dort bis 2015 keine Veröffentlichung mehr. 